# 環境のための世界協定
環境のための世界協定（かんきょうのためのせかいきょうてい、英語: Global Pact for the Environment）は、国際連合で提案されている国際条約の草案である。この条約は、健全な環境への権利をはじめとする環境に関する基本的な権利や義務を明記し、環境保護に関する国際的な協力や責任を促進することを目的としている。この条約は、2021年10月に国連人権理事会で承認された。

## 概要
環境のための世界協定は、ストックホルム宣言、世界自然保護憲章、リオ宣言、IUCN世界環境法支配宣言などの既存の文書に記載されている環境法の原則を統合し、法的拘束力のある国際条約として採択することを目指す取り組みである。この取り組みは、2017年にフランスの元環境大臣であるローラン・ファビウスが中心となって発足したグローバル・パクト・イニシアティブによって開始された。同イニシアティブは、ジャック・シラク元フランス大統領や潘基文元国連事務総長などの名誉委員会や、多くのNGOや活動家からなるグローバル・パクト・コアリションを結成し、条約草案を作成し、その採択を推進してきた。
環境のための世界協定の草案は、以下のような内容を含んでいる。
- 健全な環境への権利を国際的に認めること
- 環境に関する基本的な原則や義務を明記すること
- 環境保護に関する国際的な協力や責任を促進すること
- 環境に関する情報や教育へのアクセスを保障すること
- 環境に関する紛争の予防や解決のための仕組みを設けること

環境のための世界協定は、世界人権宣言に基づく市民的および政治的権利に関する国際規約や経済的、社会的および文化的権利に関する国際規約と並ぶ、第三の国際人権規約となることを目指している。この条約は、人間だけでなく自然や未来世代にも恩恵をもたらすと考えられている。

## 経過
環境のための世界協定は、2017年6月24日にパリで開催されたシンポジウムで発表された。同年9月19日には、エマニュエル・マクロンフランス大統領が国連総会で条約草案を提案し、その採択を呼びかけた。2018年5月10日には、国連総会が「環境のための世界協定に向けて」と題する決議72/277号を採択し、条約草案について検討するための特別作業部会（AHWG）を設置した。同年9月5日から2019年5月20日まで、AHWGはニューヨークで4回の会合を開催し、条約草案に対する各国の見解や提案を聞取した。しかし、条約草案に対して賛成派と反対派が対立し、合意に至らなかった。
2020年2月13日、アントニオ・グテーレス国連事務総長は、AHWGの作業を引き継ぐための新たな作業部会（OEWG）を設置することを発表した。OEWGは2020年3月から2021年6月までに4回の会合を開催する予定だったが、新型コロナウイルス感染症（COVID-19）の影響で延期された。2021年10月6日、OEWGは最終報告書をまとめ、国連人権理事会に提出した。同年10月12日、国連人権理事会は、環境のための世界協定に関する決議48/L.35号を採択し、条約草案を承認した。この決議は、条約草案を国連総会に提出し、2022年に政府間会議を開催して条約の採択を目指すことを求めている。

## エコサイド法制化との関係
環境のための世界協定は、エコサイド法制化という別の環境保護の取り組みとも関係している。エコサイドとは、国際刑事裁判所（ICC）で定義されている4つの国際犯罪（ジェノサイド、人道に対する罪、戦争犯罪、侵略の罪）に加えるべき第5の国際犯罪として提唱されているものである。エコサイドとは、「意図的な行為または過失によって、自然や生物多様性に重大な害を与えること」を指す。エコサイド法制化は、気候変動や森林破壊などの環境問題に対して、個人や企業に責任を問うことで、予防や抑止の効果を期待できると考えられている。
エコサイド法制化と環境のための世界協定は、共通の目的や価値観を持っているが、異なるアプローチを採っている。エコサイド法制化は、環境への害を国際的な罪として処罰することで、環境保護を目指すものである。一方、環境のための世界協定は、健全な環境への権利や義務を明記することで、環境保護を目指すものである。エコサイド法制化は、ICCが管轄する国際刑事法に基づくものである。一方、環境のための世界協定は、国連が管轄する国際人権法に基づくものである。エコサイド法制化と環境のための世界協定は、相互に補完的な関係にあると言える。

## メリットとデメリット
環境のための世界協定には、以下のようなメリットとデメリットがある。

### メリット：
- 健全な環境への権利を国際的に認めることで、人間や自然や未来世代の健康や尊厳を保障することができる[3]。
- 環境に関する基本的な原則や義務を明記することで、環境法の体系化や統一化を促進することができる[1]。
- 環境保護に関する国際的な協力や責任を促進することで、気候変動や生物多様性の喪失などの地球規模の環境問題に対処することができる[1]。
- 環境に関する情報や教育へのアクセスを保障することで、市民の環境意識や参加を高めることができる[1]。
- 環境に関する紛争の予防や解決のための仕組みを設けることで、環境擁護者や土地擁護者などの人権侵害を防止することができる[1]。

### デメリット：
- 健全な環境への権利の内容や範囲が明確に定義されていないため、どのように実現すべきかについて意見が分かれる可能性がある[6]。
- 健全な環境への権利は、経済発展や社会進歩と対立する場合があり、そのバランスを取ることが難しい可能性がある[6]。
- 健全な環境への権利は、国際的に普遍的に受け入れられていないため、その施行や監視についても不十分である可能性がある[6]。
- 健全な環境への権利は、人間以外の存在にも権利を認めることで、人間の優先性や責任を希薄化する可能性がある[6]。